# William Lambarde
William Lambarde (18 octobre 1536 – 19 août 1601) est un antiquaire anglais.

## Œuvres
- 1568 : Archaionomia, recueil de lois anglo-saxonnes
- 1576 : Perambulation of Kent, premier ouvrage consacré à l'histoire d'un comté anglais
- 1581 : Eirenarcha: or of the Office of the Justices of Peace, manuel législatif
- 1591 : Archeion, or, A Discourse Upon the High Courts of Justice in England